# Pitkäsaari (ö i Loppi)
Pitkäsaari är en ö i Finland. Den ligger i sjön Kaartjärvi och i kommunen Loppi i den ekonomiska regionen  Riihimäki ekonomiska region  och landskapet Egentliga Tavastland, i den södra delen av landet, 80 km nordväst om huvudstaden Helsingfors. Öns area är 1,8 hektar och dess största längd är 500 meter i nord-sydlig riktning.